# Concertstuk (Tage Nielsen)
Konzertstück voor piano en 11 muziekinstrumenten is een compositie van Tage Nielsen uit 1998.

## Geschiedenis
Nielsen had zich inmiddels gewend tot een stijl die meer aansloot bij de Neo-Romantiek, maar gaf daar een eigen draai aan. In zijn geval betekende het dat hij typische elementen uit de klassieke muziek een modern jasje gaf.

## Compositie
De compositie is geschreven voor een solopianist en een kamerorkest. Het is als het ware een gewoon pianoconcert. De componist heeft hier voorgeschreven dat de dirigent de solist niet dirigeert en de solist mag niet naar de dirigent kijken. Dit heeft tot gevolg dat met name de solist puur op intuïtie zijn solopartij moet invoegen in die van de overige musici. Dit heeft tot gevolg dat hij vaak net een fractie te vroeg of te laat inzet, maar het kan ook zo zijn, dat het net in die ene maat, bij die ene inzet wel goed gaat en allen tegelijk spelen. 

De muziek is modern (20e-eeuws), maar zo af en toe komen citaten voor uit het pianoconcertrepertoire uit de klassieke muziek. 

Dit combinerend geeft een vervreemdend effect. Alhoewel men samen musiceert, lijkt het er soms op of er twee verschillende werken tegelijk worden uitgevoerd.

## Bron en discografie
- uitgave Dacapo; het Århus Sinfonietta o.l.v. Jean Thorel